# Baia di Newark
La baia di Newark, (in inglese Newark Bay) è una baia facente parte della baia di New York. Vi sfociano i fiumi Passaic e Hackensack.